# Emilio Lorenzo Stehle
Emil Lorenz Stehle, conocido como Emilio Lorenzo Stehle (Herdwangen-Schönach, República de Weimar, 3 de septiembre de 1926-Constanza, Alemania, 16 de mayo del 2017, fue un prelado católico alemán, que se desempeñó como el Primer Obispo de Santo Domingo, desde 1996, hasta el 2002.

## Biografía

### Primeros años
Nació en la ciudad de Herdwangen-Schönach, en tiempos de la República de Weimar. Fue ordenado sacerdote en 1951.

### Cargos
- En 1957 fue nombrado párroco de los alemanes residentes en Colombia y Panamá
- Vicario Foráneo para las parroquias alemanas en Ecuador, Venezuela, Perú, América Central y México
- Fue nombrado como Obispo auxiliar de la Arquidiócesis de Quito en 1983, después de su nombramiento, partió hacia el cantón Santo Domingo, para emprender su labor pastoral.
- El 5 de enero de 1987, tras el establecimiento de la Prelatura de Santo Domingo por el Papa Juan Pablo II, lo nombró Obispo Prelado de Santo Domingo.
- El 8 de agosto de 1996, unos meses después de ser elevado la prelatura a categoría de Diócesis de Santo Domingo por el papa Juan Pablo II, el sumo pontífice lo nombra como el primer Obispo de la recién elevada diócesis, donde emprende agresivas labores pastorales que perduran desde entonces.

### Últimos años y Muerte
El 11 de mayo de 2002, se retira de la Diócesis, debido a su edad y vuelve a su país Alemania, donde va a vivir en una casa de retiro en la ciudad de Constanza, y falleció el 16 de mayo del 2017, dejando constancia de su trabajo en Ecuador, siendo reconocido por las más altas autoridades del Ecuador.

## Abusos sexuales y encubrimiento
Tras aparecer acusaciones y testimonios de abusos a menores y de encubrimiento de abusos contra Stehle, la Diócesis de Hildesheim (Alemania) mandó investigar, como Stehle dio refugio a "sacerdotes que ya no eran aceptables en sus diócesis de origen o en toda Alemania ... y si hubo un encubrimiento del abuso sexual de los acusados".